# Lusignan-Petit
Lusignan-Petit – miejscowość i gmina we Francji, w regionie Nowa Akwitania, w departamencie Lot i Garonna.
Według danych na rok 1990 gminę zamieszkiwało 279 osób, a gęstość zaludnienia wynosiła 38 osób/km² (wśród 2290 gmin Akwitanii Lusignan-Petit plasuje się na 901. miejscu pod względem liczby ludności, natomiast pod względem powierzchni na miejscu 1254.).